# Puchar Norwegii w piłce siatkowej mężczyzn (2023/2024)
Puchar Norwegii w piłce siatkowej mężczyzn 2023/2024 – 73. sezon rozgrywek o siatkarski Puchar Norwegii, jednocześnie 55. sezon halowych mistrzostw Norwegii zorganizowany przez Norweski Związek Piłki Siatkowej (Norges Volleyballforbund, NVBF). Zainaugurowany został 16 września 2023 roku.
Rozgrywki składały się z 1. rundy, 1/16 finału, 1/8 finału, ćwierćfinałów, półfinałów i finału. W 1. rundzie drużyny rywalizowały w ramach pucharów regionalnych. Od 1/16 finału rozgrywki toczyły się w systemie pucharowym, a o awansie decydowało jedno spotkanie. W 1/16 finału oraz 1/8 finału pary tworzone były w miarę możliwości zgodnie z podziałem regionalnym, natomiast od ćwierćfinałów – w drodze losowania. W 1. rundzie uczestniczyły drużyny z lig niższych niż 1. divisjon, w 1/16 finału dołączyły zespoły z 1. divisjon, natomiast w 1/8 finału – drużyny z Mizunoligaen.
Finał odbył się 13 stycznia 2024 roku w Ekeberghallen w Oslo. Po raz pierwszy Puchar Norwegii oraz tytuł mistrza Norwegii zdobył IL Koll, w finale pokonując BK Tromsø. MVP finału wybrany został Sverre Flåskjer.

## System rozgrywek
Rozgrywki o Puchar Norwegii w sezonie 2023/2024 składały się z 1. rundy, 1/16 finału, 1/8 finału, ćwierćfinałów, półfinałów oraz finału.
W 1. rundzie uczestniczyły drużyny, które w sezonie 2023/2024 grały w ligach niższych niż 1. divisjon. Rywalizacja toczyła się w formie turniejów o puchar poszczególnych regionów. Awans do 1/16 finału uzyskali zwycięzcy poszczególnych turniejów. Zgodnie z regulaminem, jeżeli zwycięzcą pucharu regionalnego została drużyna klubu, który brał udział w Mizunoligaen lub 1. divisjon, awans do 1/16 finału uzyskał zespół z drugiego miejsca. Drużyna z drugiego miejsca w pucharze regionalnym (lub druga najlepsza drużyna bez zespołu w najwyższej klasie rozgrywkowej lub 1. divisjon) mogła awansować do 1/16 finału jako szczęśliwy przegrany, jeśli nie było wystarczającej liczby drużyn z 1. divisjon, aby utworzyć pary 1/16 finału.
W 1/16 finału zwycięzcy pucharów regionalnych grali z drużynami z 1. divisjon w ramach poszczególnych regionów. Jeżeli w danym regionie nie było klubu grającego w 1. divisjon, wówczas zwycięzca pucharu regionalnego albo uzyskiwał bezpośredni awans do 1/8 finału, albo rywalizował z drużyną z regionu, który miał więcej niż jeden klub w 1. divisjon. Taka sytuacja występowała również wówczas, gdy w 1. divisjon grał wyłącznie klub, który posiadał zespół także w najwyższej klasie rozgrywkowej.
Od 1/8 finału w rozgrywkach uczestniczyły drużyny grające w Mizunoligaen. Utworzyły one pary z zespołami, które awansowały z 1/16 finału, o ile to możliwe zgodnie z podziałem regionalnym. O awansie decydowało jedno spotkanie, którego gospodarzem była drużyna z niższej ligi. W ćwierćfinałach i półfinałach pary powstały na podstawie losowania. O awansie decydowało jedno spotkanie, a gospodarzem meczu była drużyna, która wylosowana została jako pierwsza. W finale rozgrywany był jeden mecz na neutralnym terenie.

## Drużyny uczestniczące
W 1/16 finału Pucharu Norwegii uczestniczyły kluby z 1. divisjon niemające zespołów w najwyższej klasie rozgrywkowej, oraz drużyny, które awansowały z 1. rundy, tj. pucharów regionalnych. Od 1/8 finału do rozgrywek dołączyły zespoły z Mizunoligaen, z wyjątkiem młodzieżowej drużyny ToppVolley Norge.
| Mizunoligaen (8 drużyn) | Mizunoligaen (8 drużyn) |
| ----------------------- | ----------------------- |
| Førde VBK               | ćwierćfinał             |
| IL Koll                 | zwycięstwo              |
| NTNUI                   | 1/8 finału              |
| Randaberg IL            | półfinał                |
| TIF Viking Bergen       | półfinał                |
| Torvastad IL            | ćwierćfinał             |
| BK Tromsø               | finał                   |
| ØKSIL                   | ćwierćfinał             |

| 1. divisjon (7 drużyn)    | 1. divisjon (7 drużyn) |
| ------------------------- | ---------------------- |
| BTS Idrett                | 1/8 finału             |
| Lierne IL                 | ćwierćfinał            |
| Oldenborg Idrætts Selskab | 1/8 finału             |
| OSI                       | 1/16 finału            |
| Rossvoll VBK              | 1/8 finału             |
| Sarpsborg VBK             | 1/8 finału             |
| Sotra VBK                 | 1/8 finału             |

| 2. divisjon (7 drużyn)               | 2. divisjon (7 drużyn)            | 2. divisjon (7 drużyn) |
| ------------------------------------ | --------------------------------- | ---------------------- |
| Blussuvoll VBK                       | Trøndelag                         | 1/16 finału            |
| Finnsnes VBK                         | Nord                              | 1/8 finału             |
| Kristiansand Sandvolleyballklubb     | Sydvest                           | 1/16 finału            |
| Kristiansund VBK                     | Sogn og Fjordane/ Møre og Romsdal | 1/16 finału            |
| IL Kvernbit                          | Hordaland                         | 1/16 finału            |
| Sortland VBK                         | Nord                              | 1/16 finału            |
| Universitetet i Stavanger Idrettslag | Sydvest                           | 1/16 finału            |
| 3. divisjon (1 drużyna)              |                                   |                        |
| Stovner SK                           | Øst                               | 1/8 finału             |

| Pozostałe (1 drużyna) | Pozostałe (1 drużyna) |
| --------------------- | --------------------- |
| Breimsbygda IL        | 1/16 finału           |

## Rozgrywki

### 1. runda
| Region             | Zdobywca pucharu                     | Uwagi |
| ------------------ | ------------------------------------ | --- |
| Hordaland          | IL Kvernbit                          | |
| Møre og Romsdal    | Kristiansund VBK                     | |
| Nord               | Sortland VBK                         | Awans do 1/16 finału uzyskał także Finnsnes VBK, który zajął 2. miejsce w pucharze regionalnym.                                                      |
| Sogn og Fjordane   | Breimsbygda IL                       | |
| Sydvest (Agder)    | Kristiansand Sandvolleyballklubb 3   | Zgodnie z regulaminem prawo udziału w 1/16 finału uzyskała drużyna Kristiansand Sandvolleyballklubb, która zajęła 2. miejsce w pucharze regionalnym. |
| Sydvest (Rogaland) | Universitetet i Stavanger Idrettslag | |
| Trøndelag          | NTNUI 3                              | Zgodnie z regulaminem prawo udziału w 1/16 finału uzyskał Blussuvoll VBK, który zajął 2. miejsce w pucharze regionalnym.                             |
| Øst                | Stovner SK                           | |

### 1/16 finału
Region Hordaland
| 8.10.2023 16:00 (UTC+2) | IL Kvernbit | 2:3 (25:17, 25:22, 24:26, 28:30, 9:15) | Rossvoll VBK | Meland Aktiv, Frekhaug Sędziowie: Martin Eriksen i Frode Andersen |

Region Møre og Romsdal
| 15.10.2023 15:00 (UTC+2) | Kristiansund VBK | 2:3 (18:25, 21:25, 28:26, 25:20, 1:15) | Sarpsborg VBK | Kristiansund idrettshall, Kristiansund Sędziowie: Linnea Jünge i Vilte Zavisaite |

Uwaga: Żaden klub z regionu Møre og Romsdal nie występował w 1. divisjon, stąd przeciwnikiem dla zdobywcy pucharu tego regionu była druga drużyna z regionu Øst grająca w 1. divisjon.
Region Nord
| 15.10.2023 15:00 (UTC+2) | Sortland VBK | 2:3 (25:17, 25:22, 18:25, 18:25, 12:15) | Finnsnes VBK | Sortlandshallen, Sortland Sędziowie: Kjetil Larsen i Ane Ødegård Kristiansen |

Region Sogn og Fjordane
| 14.10.2023 17:00 (UTC+2) | Breimsbygda IL | 1:3 (20:25, 23:25, 25:23, 16:25) | Oldenborg Idrætts Selskab | Trivselshallen, Sandane Sędziowie: Bård Terje Skogland i Thirza van Dijken |

Uwaga: Jedyną drużyną z regionu Sogn og Fjordane grającą w sezonie 2023/2024 w 1. divisjon był drugi zespół Førde VBK, stąd przeciwnikiem dla zdobywcy pucharu tego regionu była trzecia drużyna z regionu Øst grająca w 1. divisjon.
Region Sydvest (Agder)
| 14.10.2023 15:00 (UTC+2) | Kristiansand Sandvolleyballklubb | 2:3 (26:28, 25:21, 25:19, 20:25, 8:15) | BTS Idrett | Badmintonhallen, Kristiansand Sędziowie: Jan Edvartsen i Sanja Braculj |

Uwaga: Żaden klub z regionu Sydvest (Agder) nie występował w 1. divisjon, stąd przeciwnikiem dla zdobywcy pucharu tego regionu była druga drużyna z regionu Hordaland grająca w 1. divisjon.
Region Sydvest (Rogaland)
| 14.10.2023 16:00 (UTC+2) | Universitetet i Stavanger Idrettslag | 2:3 (25:17, 29:31, 25:21, 18:25, 5:15) | Sotra VBK | SiS Sportssenter, Stavanger Sędziowie: Arian Lustrup Azemi i Jonas Emanuel Gilje |

Uwaga: Żaden klub z regionu Sydvest (Rogaland) nie występował w 1. divisjon, stąd przeciwnikiem dla zdobywcy pucharu tego regionu była trzecia drużyna z regionu Hordaland grająca w 1. divisjon.
Region Trøndelag
| 15.10.2023 16:00 (UTC+2) | Blussuvoll VBK | 0:3 (21:25, 26:28, 20:25) | Lierne IL | Rosenborghallen, Trondheim Sędziowie: Frank Møllegaard i Victoria Grandetrø |

Region Øst
| 11.10.2023 19:30 (UTC+2) | Stovner SK | 3:2 (20:25, 31:29, 25:18, 21:25, 15:10) | OSI | Stovnerhallen, Oslo Sędziowie: Neda Markovic i Edvinas Songinas |

### 1/8 finału
| 29.10.2023 16:00 (UTC+1) | Finnsnes VBK | 0:3 (18:25, 16:25, 20:25) | ØKSIL | Finnsnes ungdomsskole, Finnsnes Sędziowie: Roger Østvik i Per Inge Krogh |

| 28.10.2023 15:00 (UTC+2) | Lierne IL | 3:2 (11:25, 18:25, 25:15, 25:23, 15:13) | NTNUI | Liernehallen, Lierne Sędziowie: Vegard Buset i Hannah Aarønes |

| 29.10.2023 16:45 (UTC+1) | Sarpsborg VBK | 0:3 (19:25, 15:25, 15:25) | BK Tromsø | Sandbakkenhallen, Sarpsborg Sędziowie: Jan-Gunnar Belsby i Dragan Mitrovic |

| 19.10.2023 19:30 (UTC+2) | Rossvoll VBK | 0:3 (16:25, 13:25, 17:25) | TIF Viking Bergen | Øystese idrettshall, Øystese Sędziowie: Svein Gunnar Bolstad i Martin Eriksen |

| 20.10.2023 19:00 (UTC+2) | Sotra VBK | 0:3 (24:26, 11:25, 21:25) | Torvastad IL | Spildepollen skule, Rong Sędziowie: Bård Terje Skogland i Frode Andersen |

| 29.10.2023 15:30 (UTC+1) | BTS Idrett | 1:3 (13:25, 29:27, 12:25, 22:25) | Randaberg IL | Zinken Hopp Idrettshall, Bergen Sędziowie: Cato Siljander i Øyvind Grime |

| 8.11.2023 19:30 (UTC+1) | Stovner SK | 0:3 (22:25, 16:25, 16:25) | IL Koll | Stovnerhallen, Oslo Sędziowie: Milana Macko i Trond Hagen |

| 28.10.2023 12:00 (UTC+2) | Oldenborg Idrætts Selskab | 0:3 (22:25, 10:25, 16:25) | Førde VBK | Nydalen idrettshall, Oslo Sędziowie: Neda Markovic i Bent Boeriis |

### Ćwierćfinały
| 11.11.2023 15:00 (UTC+1) | ØKSIL | 2:3 (27:29, 25:20, 23:25, 26:24, 7:15) | TIF Viking Bergen | Øksneshallen, Myre Sędziowie: Jens Olav Rydningen i Martin Eriksen |

| 12.11.2023 18:00 (UTC+1) | IL Koll | 3:0 (25:19, 25:17, 25:14) | Lierne IL | Stovnerhallen, Oslo Sędziowie: Jan Gunnar Belsby i Igor Rakanovic |

| 12.11.2023 13:00 (UTC+1) | BK Tromsø | 3:1 (25:19, 25:22, 29:31, 25:16) | Torvastad IL | Tromsøhallen, Tromsø Sędziowie: Cato Siljander i Rohullah Mohammadi |

| 11.11.2023 15:00 (UTC+1) | Randaberg IL | 3:2 (21:25, 28:26, 25:17, 20:25, 15:13) | Førde VBK | Randaberghallen, Randaberg Sędziowie: Geir Vestbø i Bojan Kljajic |

### Półfinały
| 25.11.2023 16:00 (UTC+1) | BK Tromsø | 3:0 (25:17, 25:19, 26:24) | Randaberg IL | Tromsøhallen, Tromsø Sędziowie: Frank Møllegaard i Jon Erik Vollan |

| 26.11.2023 16:00 (UTC+1) | IL Koll | 3:1 (25:18, 19:25, 25:19, 25:23) | TIF Viking Bergen | Kringsjåhallen, Oslo Sędziowie: Jan Gunnar Belsby i Geir Vestbø |

### Finał
| 13.01.2024 17:00 (UTC+1) | BK Tromsø | 1:3 (25:22, 9:25, 19:25, 18:25) | IL Koll | Ekeberghallen, Oslo Widzów: 1500 Sędziowie: Jens Olav Rydningen i Cato Siljander MVP: Sverre Flåskjer |